# Méthylhydrazine
La méthylhydrazine, plus couramment appelée monométhylhydrazine (MMH acronyme de l'anglais MonoMethylHydrazine) dans l'industrie et en astronautique par opposition à la diméthylhydrazine asymétrique (UDMH de l'anglais Unsymmetrical DiMethylHydrazine), est un composé chimique de formule semi-développée (H3C)HN-NH2. C'est un liquide incolore, fumant à l'air, composé toxique et cancérogène, mais qui est stable aux températures ordinaires en l'absence d'air et peut être facilement stocké dans l'espace sans que soient nécessaires des systèmes de stockage et de maintenance massifs.
La MMH auto-inflammable avec l'acide nitrique, le peroxyde d'azote et d'autres oxydants. La MMH est largement utilisée comme ergol réducteur pour la propulsion spatiale, particulièrement pour les applications requérant fiabilité et précision, telles que les manœuvres d'approche dans l'espace : elle est ainsi employée dans le système de manœuvre orbital (OMS) de la navette spatiale de la NASA ainsi que dans l'étage à propergol stockable (EPS) d'Ariane 5. L'Agence spatiale européenne cherche d'ailleurs des alternatives à cet ergol afin de s'affranchir de ce genre de composés dangereux.
La monométhylhydrazine est toxique pour le système nerveux et pour le foie, elle inactive la vitamine B6. La gyromitrine, toxine présente dans le champignon Gyromitra esculenta, est transformée dans l'organisme en monométhylhydrazine,,.